# Симфонія № 90 (Гайдн)
Симфонія № 90, до мажор Йозефа Гайдна, написана 1788 року.
Структура:
1. Adagio — Allegro assai, 3/4
2. Andante, 2/4
3. Menuetto: Allegretto, 3/4
4. Finale: Allegro assai, 2/4

Склад оркестру:
флейта, два гобої, два фаготи, дві валторни, дві труби, литаври, клавесин і струни.

## Ноти і література
- Symphony No. 90: Ноти на сайті International Music Score Library Project.
- Robbins Landon, H. C. (1963) Joseph Haydn: Critical Edition of the Complete Symphonies, Universal Edition, Vienna